# Kopfkohl

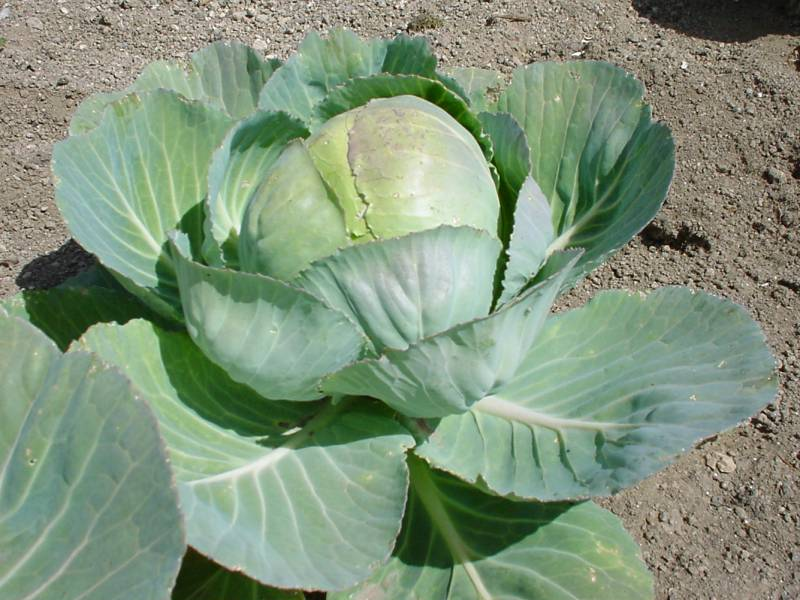
Weißkohl (Brassica oleracea convar. capitata)

Der Kopfkohl (Brassica oleracea convar. capitata L.), kurz auch Kohl genannt, ist eine Zuchtform (Convarietät) des Gemüsekohls (Brassica oleracea) aus der Gattung Kohl (Brassica).

## Merkmale
Der Kopfkohl ist ursprünglich eine mehrjährige, krautige Pflanze; faktisch ist er eine zweijährige Pflanze. Die Blätter sind wechselständig. Im ersten Jahr bilden die eng geschlossenen Blattrosetten den grundständigen Kopf (eine gestauchte Sprossachse). Die Blätter sind fleischig und lappenförmig. 
- Beim Weißkohl sind die äußeren Blätter mit Wachs überzogen und gelbgrün.
- Beim Rotkohl sind die Blätter durch Anthocyane rotviolett gefärbt.
- Beim Spitzkohl ist die Form des Kopfes kegelig, die Blätter sind gelbgrün.
- Beim Wirsing sind die Blätter kraus gewellt und grün.

Im zweiten Jahr löst sich der Kopf auf, und es bilden sich 1,5 bis 2 Meter hohe, bläulich bereifte und oben verzweigte Blütensprosse. Die Stängelblätter sind gestielt, oft leierförmig gefiedert oder ungeteilt, die oberen sind sitzend, länglich oder linealisch und meist ganzrandig. Die Blüten sind in lockeren Trauben angeordnet. Die vier Kronblätter sind gelb. Der Kohl blüht von Mai bis September. Die Früchte sind walzenförmige Schoten.

## Herkunft
Der Kopfkohl stammt vom Gemüsekohl ab. Kohl wurde zuerst im Mittelmeerraum angebaut, die ältesten schriftlichen Zeugnisse stammen aus dem griechischen und römischen Altertum, bereits Plinius kannte mehrere Kohlsorten. Damals gab es lediglich Sorten von losem Blattkohl und keine mit geschlossenen Köpfen. In Mitteleuropa wird Kohl erst seit dem Mittelalter (9. bis 15. Jahrhundert) angebaut. Kopfkohl gab es vermutlich spätestens seit dem 11. oder 12. Jahrhundert. In aus dem 16. Jahrhundert stammenden Kräuterbüchern werden zahlreiche Kohlsorten aufgeführt, unter anderem auch Weißkohl und Rotkohl.

## Varia

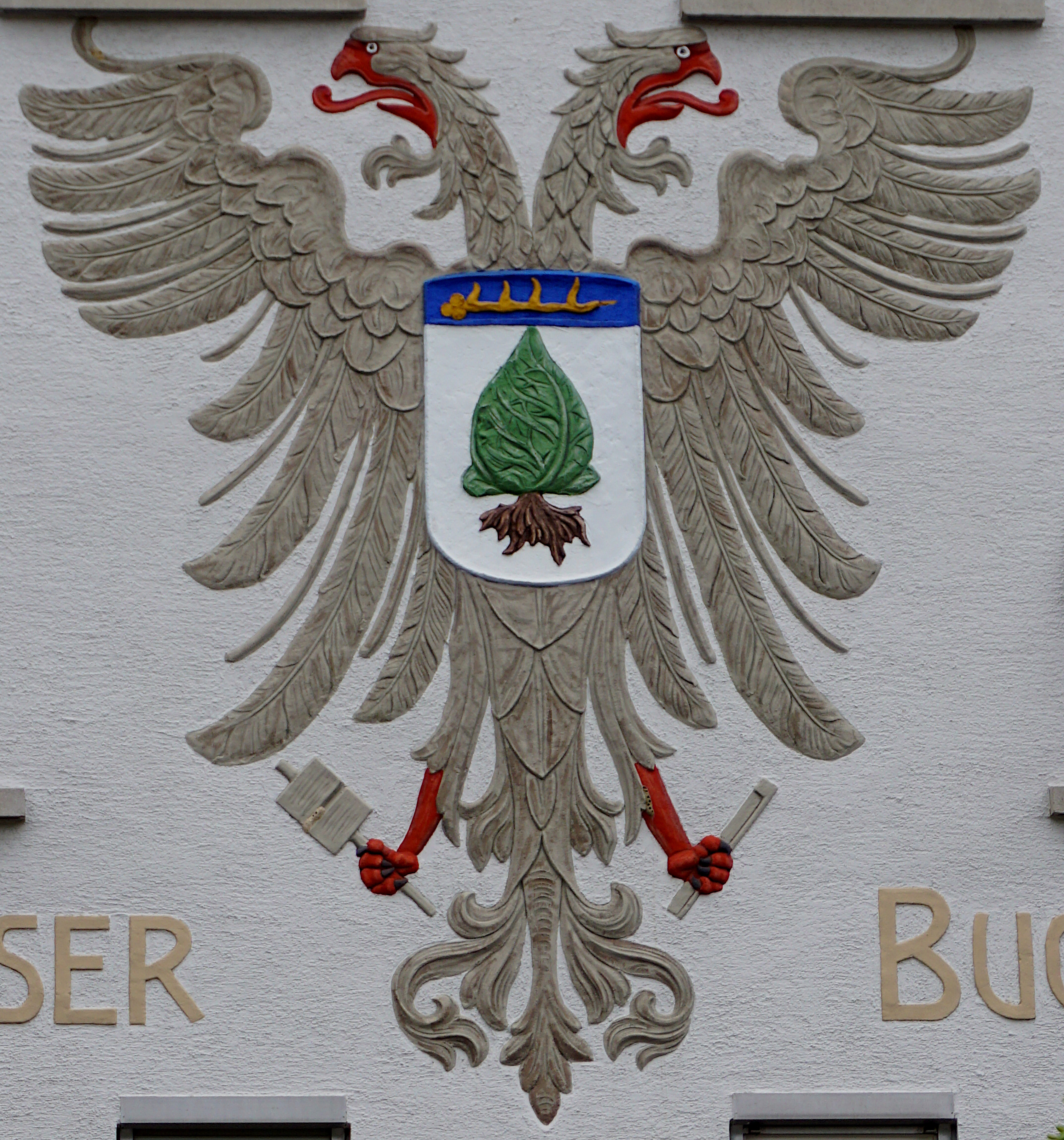
Kohlkopf im Wappen der Stadt Metzingen (Baden-Württemberg)

Der Verein zur Erhaltung der Nutzpflanzenvielfalt e. V. (VEN) wählte den Kopfkohl zum „Gemüse des Jahres“ 2006 in Deutschland. 

## Belege
- Klaus Becker, Stefan John: Farbatlas Nutzpflanzen in Mitteleuropa. Ulmer Verlag, Stuttgart (Hohenheim) 2000, ISBN 3-8001-4134-5.